# Кеяниды
Кеяниды или Каяниды (перс.: دودمان کیانیان) — мифическая династия в персидской традиции и фольклоре, которая предположительно правила после Пишдадидов. Каянские цари являются героями Авесты, священных текстов зороастризма и Шахнаме, национального эпоса Ирана, Афганистана и Таджикистана.
Эпитет царей, давший название династии, в пахлави — «𐭪𐭣» и в фарси — «kay» (ан) происходит от авестийского kavi (или kauui), значащего — «царь», а также «поэт-жрец» или «поэт-священник». Kavi, возможно, имело в прото-индо-иранском языке значение «вещий творец», а впоследствии приобрело значение «поэта» в индийском и «воина», «царя» в персидском. Это слово также этимологически связано с авестийским понятием  «Фарн» (kavaēm kharēno), «богоподобной царской славы», которой, как говорили, обладали цари из династии Кеянидов. «Кианийская корона» персидских шахов каджарской династии является отражением этого поверья.

## Описание
Самое раннее известное предзнаменование основных легенд о кеянидских царях появляется в Яштах Авесты, где династы приносят жертвы богам, чтобы заручиться их поддержкой и обрести силу в бесконечной борьбе со своими врагами, Анеранами (не-арийцы, иногда идентифицируемые как туранцы).
В 5-м Яште, 9.25, 17.45-46 Хосрова, кеянидский царь, позже известный как Кей-Хосров, вместе с Зороастром и Джамаспом (главный покровитель Зороастра Виштаспа, другой кеянидский царь) поклоняются в Аирйанэм-Ваэджа. В повествовании говорится, что царь Кей-Хосров объединил различные арийские (иранские) племена в одну нацию (Яшт 5.49, 9.21, 15.32, 17.41).

## В традициях и фольклоре
К концу периода Сасанидов Хосров II (590—628, названный в честь Кея-Хосрова из легенды) приказал составить легенды о Кеянидах. Результатом стал Хвадай-Намак или «Книга правителей» — длинная историография иранского народа от первобытного Гайомарта до правления Хосрова II, с событиями, организованными в соответствии с предполагаемой последовательностью царей и королев, числом пятьдесят.
Компиляция могла быть вызвана опасениями по поводу ухудшения национального духа. В 535—536 годах произошли катастрофические глобальные климатические изменения и Юстинианова чума, и иранцы нашли бы столь необходимое утешение в собранных легендах своего прошлого.
После краха империи Сасанидов и последующего подъёма ислама в регионе кеянидские легенды потеряли популярность до первого возрождения иранской культуры при Саманидах. Наряду с фольклором, сохраненным в Авесте, Хвадай-Намак послужил основой для других эпических сборников в прозе, таких как те, которые были заказаны Абу Мансуром Абд ар-Раззаком, тексты которых с тех пор были утеряны. Возрождение, спонсируемое Саманидами, также привело к возрождению зороастрийской литературы, такой как Денкард, книга 7.1, которая также является историографией Кеянидов. Самым известным произведением этого жанра является «Книга царей» Шахнаме Фирдоуси, которая, хотя и опирается на более ранние произведения, полностью написана в стихах.

## Кеянидская династия
- Кей-Кобад
- Кей-Кавус
- Кей-Хосров
- Кей-Лохрасп
- Кей-Виштасп
- Кей-Бахман
- Хумай Шерзад
- Кей-Дараб
- Да́рий III или Кодоманн

## См.также
- Каве (кузнец)